# Saint-Gervazy
Saint-Gervazy é uma comuna francesa na região administrativa de Auvérnia-Ródano-Alpes, no departamento Puy-de-Dôme. Estende-se por uma área de 13,89 km². Em 2010 a comuna tinha 346 habitantes (densidade: 24,9 hab./km²).